# 夢之星Button Nose
《夢之星Button Nose》是1985年10月19日至1986年4月26日在朝日电视台播出的电视动画。由朝日广播公司和三丽鸥联合制作。播出时段为每周六19:00至19:30（日本标准时间）。共26集。